# Annio Rufo
Annio Rufo (en latín: Annius Rufus) fue un político romano, miembro del Ordo Equester, sucesor de Marco Ambíbulo como prefecto de la provincia romana de la Judea, en 12. Su mandato aparentemente transcurrió sin ningún incidente digno de relevancia, ya que el único evento que el historiador judeo-romano Flavio Josefo relata como ocurrido durante su período en el poder fue la muerte del primer emperador romano, Augusto, en Roma en el año 14.
El sucesor de Rufo fue Valerio Grato, en 15.